# ASA

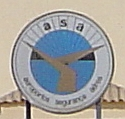
Logotipo da ASA no Aeroporto de São Pedro (VXE), São Vicente, Cabo Verde

A ASA, ou mais precisamente asa, S.A., é a Empresa Nacional de Aeroportos e Segurança Aérea de Cabo Verde.
O seu objectivo principal é o apoio à aviação civil, gestão do tráfego aéreo, gestão dos terminais de carga e correios. Assegura as actividades e serviços das infra-estruturas aeronáuticas e de navegação aérea em todos os aeroportos e aeródromos de Cabo Verde e na Região de Informação de Voo (Flight Information Region) designada por FIR Oceânica do Sal.